# Dutse
Dutse är huvudstaden i Jigawa, belägen i norra Nigeria. Staden har cirka 18 000 invånare (2007). Det kuperade området kring Dutse är savann. Dutse blev den 12 december 1991 huvudstad i den nybildade delstaten Jigawa.